# Tommaso Abbate
Tommaso Abbate (Palermo, 3 dicembre 1820 – Palermo, 3 marzo 1888) è stato un politico ed economista italiano, fautore dei moti rivoluzionari del 1848 e del 1860.

## Biografia
Abbate fu uno dei principali sostenitori della rivoluzione siciliana del 1848, sia prima del 12 gennaio, con la partecipazione alle manifestazioni contro il governo borbonico del 1847, sia dopo, quando fu nominato segretario generale della Guardia nazionale siciliana e capitano giudiziario dell'Arma di artiglieria.
Partecipò anche all'insurrezione di Palermo del 1860, mentre nel 1861 pubblicò a Torino un opuscolo intitolato La Sicilia e le tre luogotenenze, nel quale manifestò le sue tendenze autonomiste criticando l'accentramento di poteri del governo italiano.
Dal 1863 fu segretario della camera di commercio di Palermo, che rappresentò assieme al fratello Onofrio all'inaugurazione del canale di Suez, in Egitto. Fu inoltre il curatore della partecipazione siciliana all'Esposizione universale di Vienna 1873 e alla terza Esposizione universale di Parigi.
Nel 1875 fu uno dei venti co-fondatori della Società siciliana di economia politica, della quale fu segretario insieme all'economista Francesco Maggiore Perni. In ambito economico era un sostenitore del liberalismo moderato.